# Элеонора Саксен-Эйзенахская
Элеоно́ра Эрдму́та Луи́за Са́ксен-Эйзена́хская (нем. Eleonore Erdmuthe Luise von Sachsen-Eisenach; 13 апреля 1662, Фридевальд — 9 сентября 1696, Преч) — немецкая принцесса из Эрнестинской линии Веттинов; в замужествах последовательно маркграфиня Бранденбург-Ансбахская и курфюрстина Саксонская. Мать королевы Великобритании Каролины Бранденбург-Ансбахской и маркграфа Бранденбург-Ансбаха Вильгельма Фридриха.

## Биография
Элеонора родилась 13 апреля 1662 года и была старшим ребёнком в семье герцога Саксен-Эйзенахского Иоганна Георга I и Иоганетты фон Сайн-Витгенштейн. 4 ноября 1681 года в Эйзенахе Элеонора сочеталась браком с маркграфом Бранденбург-Ансбаха Иоганном Фридрихом; принцесса стала его второй женой. 1 марта 1683 года родился первый ребёнок пары — дочь Вильгельмина Каролина; затем в 1685 году родился сын Фридрих Август, который умер в младенчестве. Вскоре после рождения в 1686 году младшего сына Вильгельма Фридриха Элеонора овдовела.
Власть в Бранденбург-Ансбахе перешла к Кристиану Альбрехту, несовершеннолетнему сыну Иоганна Фридриха от первого брака, от имени которого правил регент. Отношения Элеоноры с пасынком не складывались с самого начала, и потому Элеонора вместе с детьми сначала переехала в Крайльсхайм, где проживала в стеснённых условиях, а затем в одиночестве вернулась в родной Эйзенах. Дети Элеоноры были отправлены в Берлин, где воспитывались вместе с курпринцем Бранденбурга Фридрихом Вильгельмом I. В ноябре 1691 года Элеонора прибыла в Берлин, чтобы решить вопрос о своём втором браке.
17 апреля 1692 года Элеонора вышла замуж за курфюрста Саксонии Иоганна Георга IV и вместе с детьми переехала в Дрезден, где располагался саксонский двор. Брак был заключён по настоянию главы дома Гогенцоллернов Фридриха III, который таким образом хотел закрепить союз с Саксонией. Брак оказался неудачным: у Иоганна Георга IV ещё с юношеских лет была любовница Магдалена Сибилла фон Нейтшюц, с которой он продолжал отношения и после свадьбы с Элеонорой; к тому же Элеонора перенесла два выкидыша, в августе 1692 года и феврале 1693 года, и ложную беременность в декабре 1693 года. В марте 1693 года при дворе распространились слухи, что Элеонора не является законной женой Иоганна Георга, поскольку на момент заключения брака с ней он уже был женат; был даже обнаружен документ, подтверждавший заключение брачного контракта между курфюрстом Саксонии и Магдаленой Сибиллой, однако сам Иоганн Георг заявил, что не рассматривает этот договор как официальный брак и что он был призван только узаконить его потомство. Тем не менее, все годы брака Иоганн Георг отчаянно жаждал узаконить отношения со своей любовницей и пытался избавиться от жены и её детей; опасаясь за свою жизнь и жизни Каролины и Вильгельма Фридриха, Элеонора покинула двор и поселилась в Прече.
В 1694 году Иоганн Георг IV умер, как полагали придворные, заразившись оспой от Магдалены Сибиллы; курфюрстом Саксонии стал его брат, Фридрих Август. Он позволил Элеоноре с детьми остаться в Саксонии, и здесь она провела ещё два года, вплоть до своей смерти в сентябре 1696 году. Элеонора была похоронена в Фрайбергском соборе.
Дети Элеоноры собирались вернуться в Ансбах ко двору их старшего единокровного брата Георга Фридриха II, который стал маркграфом Бранденбург-Ансбаха после смерти Кристиана Альбрехта в 1692 году. Георг Фридрих, также как и его предшественник, был несовершеннолетним и потому в княжестве правил регент, который был мало заинтересован в воспитании девочки. Вильгельм Фридрих остался в Ансбахе и в 1703 году после смерти брата унаследовал маркграфство; Каролина отправилась в берлинский Шарлоттенбург под опеку будущих короля и королевы Пруссии Фридриха, курфюрста Бранденбурга, и его жены Софии Шарлотты, которая была дружна с Элеонорой.

## Потомки
Все дети Элеоноры родились в первом браке.
- Вильгельмина Шарлотта Каролина (1 марта 1683 — 1 декабря 1737) — была замужем за королём Великобритании и Ирландии и курфюрстом Ганновера Георгом II[1][15]. В браке родилось девять детей: пять дочерей и четверо сыновей[16].
- Фридрих Август (3—30 января 1685)
- Вильгельм Фридрих (8 января 1686 — 7 января 1723) — маркграф Бранденбург-Ансбаха; был женат на своей кузине по отцу Кристиане Шарлотте Вюртемберг-Виннентальской, дочери герцога Фридриха Карла Вюртемберг-Виннентальского и Элеоноры Юлианы Бранденбург-Ансбахской. В браке родились два сына и дочь; кроме того, у Вильгельма Фридриха было двое внебрачных сыновей.

## Комментарии
1. ↑  Саксония находилась под сильным влиянием Австрии. Саксонский фельдмаршал Ганс Адам фон Шёнинг жаждал освобождения курфюршества от австрийского влияния. С этой целью он добился того, чтобы Иоганн Георг сделал предложение Элеоноре, дети и покойный супруг которой принадлежали к дому Гогенцоллернов. Такой вариант устраивал и самого Фридриха III, поскольку брак Элеоноры с курфюрстом Саксонии ознаменовал фактический переход курфюршества на сторону будущего прусского короля.